# Kleppestø

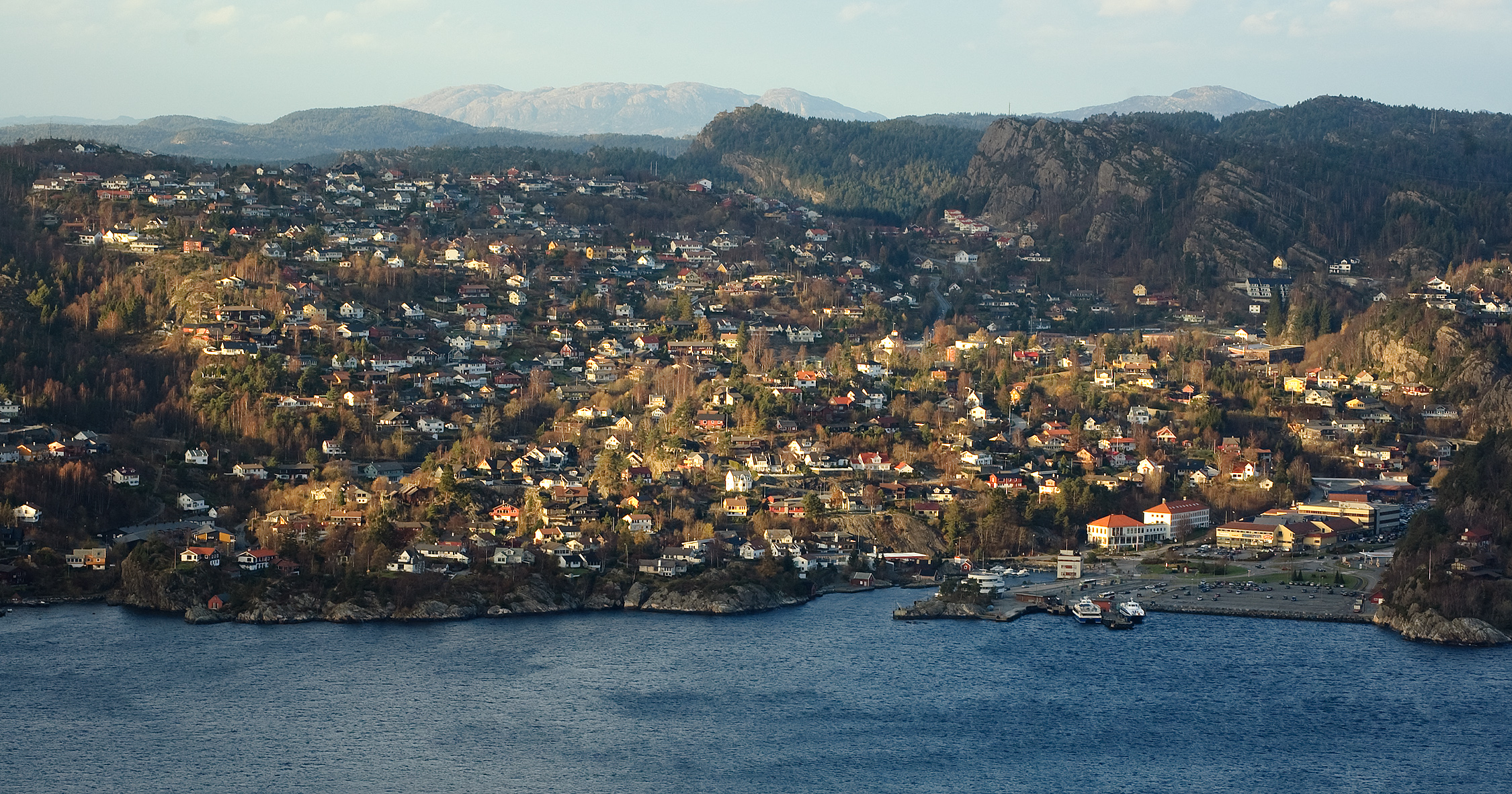
Vista de Kleppestø des de Bergen

Kleppestø és el centre administratiu del municipi d'Askøy, al comtat de Hordaland, Noruega. Està situat a la costa sud de l'illa i limita amb els pobles de Florvåg al nord i Strusshamn a l'oest. Està connectat amb la ciutat de Bergen per un servei de ferris i pel pont d'Askøy.